# Dreambox
Dreambox je řada linuxových přijímačů digitálního televizního vysílání (set-top boxů) pro DVB-S, DVB-C a DVB-T vyráběných německou multimediální firmou Dream Multimedia.